# Nigel Farage
Nigel Paul Farage (i /ˈfærɑːʒ/, Farnborough, 3 de abril de 1964) es un político británico. Líder y fundador del partido Reform UK, es miembro del Parlamento en representación de Clacton-on-Sea desde julio de 2024. Antiguo broker de mercancías en la City de Londres, exdiputado del Parlamento Europeo por el Grupo de la EFDD, el cual presidía. Anteriormente a esto se dedicó al análisis y comentario político en medios británicos y estadounidenses como LBC y Fox News y fue el principal líder del euroescéptico Partido de la Independencia del Reino Unido (UKIP), que abogó por la salida del Reino Unido de la Unión Europea (Brexit), causa en la cual tuvo éxito.

## Biografía
Nigel Paul Farage nació en Farnborough, Kent, Inglaterra, hijo de Barbara (née Stevens) y Guy Justus Oscar Farage. Su padre era corredor de bolsa y trabajaba en la City de Londres. Un perfil de BBC Radio 4 de 2012 describió a Guy Farage como un alcohólico que abandonó el hogar familiar cuando Nigel tenía cinco años. Su padre dejó el alcohol dos años después, en 1971, y se dedicó al comercio de antigüedades, tras haber perdido su puesto en la Bolsa; al año siguiente, avalado por amigos, volvió al parqué en la nueva Torre de la Bolsa de Calle Threadneedle.
El abuelo de Farage, Harry Farage, fue un soldado raso que luchó y resultó herido en la Primera Guerra Mundial. Se ha sugerido que el apellido Farage proviene de un lejano antepasado hugonote. Los padres de uno de los bisabuelos de Farage eran alemanes que emigraron a Londres desde la zona de Frankfurt poco después de 1861. Su antepasado alemán Nicholas Schrod fue mencionado en los periódicos en 1870 en relación con una disputa con dos hombres por la guerra franco-prusiana.
La primera escuela de Farage fue Greenhayes School for Boys en West Wickham y posteriormente pasó un breve periodo en una escuela similar en la cercana Eden Park. De 1975 a 1982, Farage se educó en el Dulwich College, un colegio privado de pago en el sur de Londres. En su autobiografía, rinde tributo a los consejos profesionales que recibió allí del jugador de críquet inglés John Dewes, "que debió de darse cuenta de que yo tenía agallas, probablemente era bueno en un estrado, no me asustaban los focos, era un poco ruidoso y se me daba bien vender cosas". Farage fue activo en el Partido Conservador desde su época escolar, habiendo visto una visita a su colegio de Keith Joseph.
En 1981, una profesora de inglés que no había conocido a Farage a los 17 años, Chloe Deakin, escribió al director del Dulwich College, David Emms, pidiéndole que reconsiderara su decisión de nombrar a Farage prefecto, citando las preocupaciones expresadas por otros sobre las supuestas opiniones "fascistas" de Farage. Emms rechazó esas preocupaciones, al igual que el subdirector del colegio, Terry Walsh, quien declaró posteriormente que Farage "era conocido por provocar a la gente, especialmente a los profesores de inglés de izquierdas que no tenían sentido del humor". Farage declaró más tarde: "Cualquier acusación [de que] alguna vez estuve involucrado en política de extrema derecha es totalmente falsa".

## Carrera política
Tras dejar la escuela en 1982, Farage consiguió un empleo en la City de Londres, negociando materias primas en la Bolsa de Metales de Londres. Inicialmente, se incorporó a las operaciones de materias primas en Estados Unidos de la empresa brokerage Drexel Burnham Lambert, trasladándose a Crédit Lyonnais Rouse en 1986. Se incorporó a Refco en 1994, y a Natixis Metals en 2003.
Farage se había afiliado al Partido Conservador en 1978, pero votó al Partido Verde en 1989 por lo que consideraba sus políticas entonces "sensatas" y Euroescépticas. Abandonó los conservadores en 1992 en protesta por la firma del Tratado de la Unión Europea en Maastricht por parte del gobierno del primer ministro John Major. En 1992, Farage se unió a la Liga antifederalista. En 1993, Farage fue miembro fundador del UKIP. En 1994 Farage pidió a Enoch Powell que apoyara al UKIP; Powell se negó.
Como líder del partido UKIP, fue acusado en ocasiones por un "excesivo populismo". Fue Eurodiputado, representando el Sudeste de Inglaterra por el partido UKIP, y en Europa, el grupo Europa de la Libertad y la Democracia Directa (EFDD). Su principal baluarte se encuentra en el medio rural de Inglaterra y Gales. Su grupo, con representación propia en el Parlamento Europeo, fue el principal artífice de la celebración de un referéndum en Gran Bretaña para dirimir la permanencia o no de este estado en la Unión Europea. Estuvo a favor de someter a referéndum la Constitución europea (Tratado de Lisboa de 2007) y en contra de la falta de transparencia que, según él, ha tenido proceso y la ambigüedad de sus artículos.
Farage se presentó como candidato para la circunscripción de Thanet South a las elecciones generales del Reino Unido de 2015, sin resultar electo. Ese mismo día dimitió como líder del UKIP, pero la directiva del partido rechazó su dimisión, por lo que continuó en el puesto. En 2016, Farage fue una de las principales figuras de la campaña para que el Reino Unido dejara la Unión Europea en el contexto del referéndum sobre la permanencia del Reino Unido en la Unión Europea, en el cual el electorado votó por dejar la UE.
El 4 de julio de 2016 anunció su renuncia como líder del UKIP, tras declarar que ya había logrado su objetivo de ver salir a Reino Unido de la UE. Durante ese mismo año apoyó la candidatura presidencial de Donald Trump, de quien se convirtió en un cercano aliado.
En diciembre de 2018 anunció su salida del UKIP. En enero de 2019 fundó el Partido del Brexit, actualmente denominado Reform UK (en español: Reformar Reino Unido).

### Retorno a la política en 2024

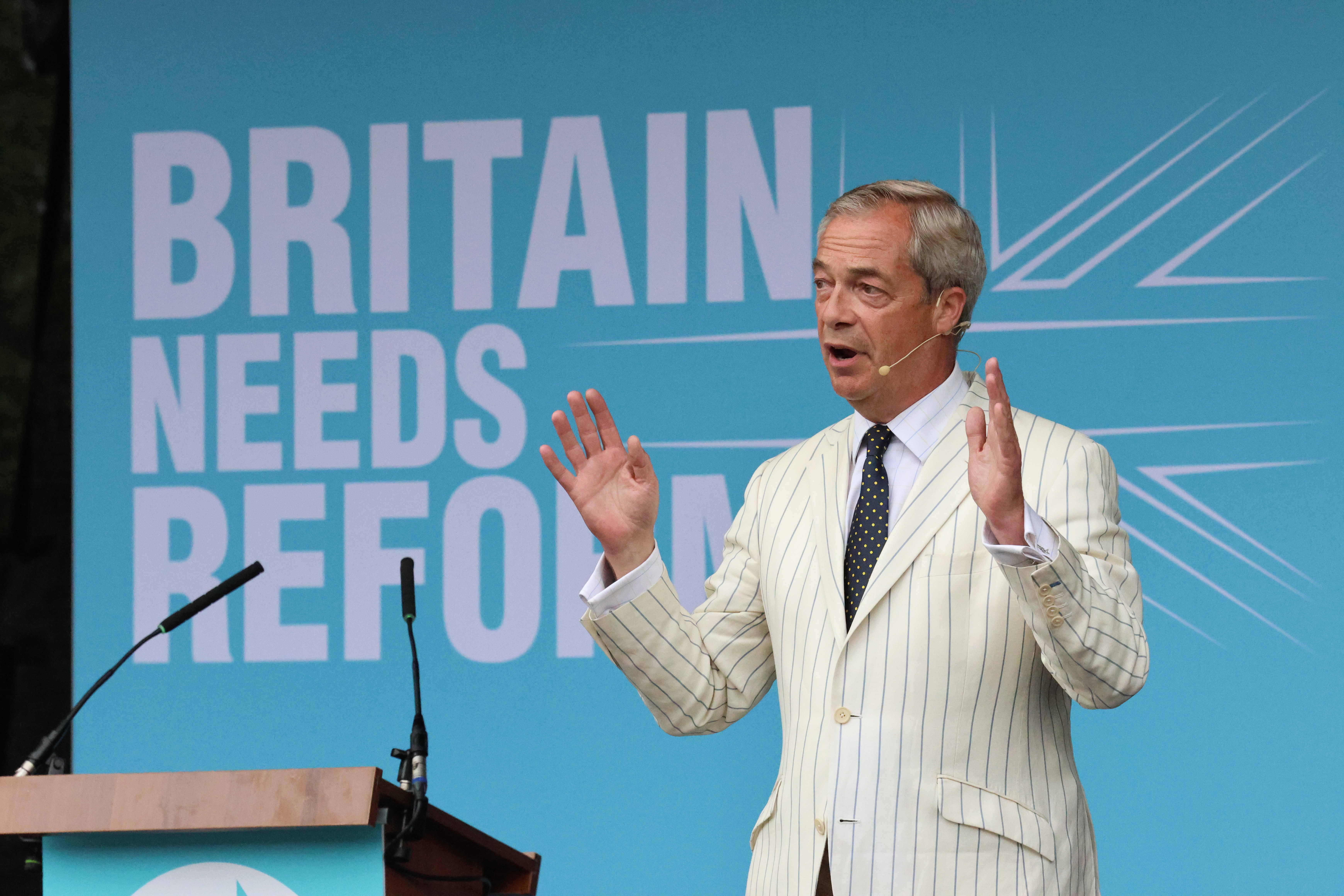
Nigel Farage retomó el liderazgo de su partido en 2024, de cara a las elecciones convocadas para ese año, logrando entrar al parlamento por primera vez junto a otros cuatro parlamentarios más del partido.

Tras haber estado retirado varios años de la política, Nigel Farage retornó a la política para postularse en las elecciones generales de 2024, logrando impulsar a su partido Reform UK en las encuestas, del cual además tomó el liderazgo. El partido de Farage se sitúa más a la derecha en el espectro político y en algunas encuestas ha superado al partido Conservador. Nigel Farage logró eclipsar a todos los otros partidos en el uso de las redes sociales para su campaña y comunicación política, destacando su auge en TikTok. Su programa propuso multimillonarias bajadas de impuestos y la reducción de la inmigración masiva significativamente, además de sacar al Reino Unido del Tribunal Europeo de Derechos Humanos.
Su partido obtuvo en la elección, 4 114 287 votos, siendo la tercera fuerza política más votada, logrando 5 escaños en el parlamento. La ambición de Farage es lograr ser primer ministro en las elecciones de 2029.

## Posiciones políticas

### Economía
Desde su toma de posesión como europarlamentario de UKIP en 1999, Farage fue una destacada voz en la oposición al proyecto del euro. Su principal argumento es que "una tasa de interés única" no funciona para países con diferencias económicas estructurales, normalmente usando el ejemplo de Grecia y Alemania para presentar el contraste.
Farage ha sido un ferviente opositor de los rescates financieros tanto a bancos como a países en quiebra, señalando que no es más que "comprar tu propia deuda con el dinero de los contribuyentes" y que si la tendencia continúa "la próxima crisis económica no será en un país, sino en el propio Banco Central Europeo"
En materia de beneficios sociales, Farage ha propuesto que los inmigrantes deban residir al menos cinco años en el Reino Unido antes de poder solicitar cualquier tipo de ayuda social y ha solicitado que no les sean aplicables diferentes deducciones fiscales. Cree que la evasión fiscal está causada por "tipos tributarios punitivos" y quiere impuestos "más justos" como manera de prevenirla.

### Reforma del sistema electoral
Farage se mostró favorable al sistema de Alternative Vote en mayo de 2011, diciendo que el sistema mayoritario vigente en el Reino Unido era una "pesadilla" para UKIP. La postura oficial del partido tiene que ser decidida por su Comité Central de política, si bien Farage ha manifestado su preferencias por el sistema de Alternative Vote porque "conservaría la unión de los representantes con el electorado y aseguraría que muchos votos no fuesen malgastados". Después de las elecciones generales de 2015, en las cuales su partido recibió un porcentaje de votos significativamente menor en relación con el de escaños, dijo que el sistema mayoritario era una "total ruína". No obstante Farage especificó: "perdí por completo la fe en él en 2005, cuando Tony Blair obtuvo una mayoría de 60 escaños con 35 % del voto, o con el 22 % del censo, si consideras la baja participación".

### Energía y medio ambiente
Farage ha sido crítico con el cierre de centrales térmicas de carbón y se ha opuesto a la política de crear parques eólicos en lo que para él sería "cubrir Gran Bretaña en feísimos y asquerosos molinos de viento". En un discurso al Parlamento europeo el 11 de septiembre de 2013, Farage citó varias noticias aparecidas en el Daily Mail, según las cuales la capa de hielo ártico habría crecido entre 2012 y 2013, señalando que era prueba de décadas de "eurofederalismo combinado con una creciente obsesión verde".

### Políticas sanitarias
Farage está en contra de la prohibición de drogas blandas. En una entrevista por teléfono en abril de 2014 para el Daily Telegraph señaló que la "guerra contra las drogas" había sido perdida "hace muchos, muchos años". En esa entrevista mostró su oposición a las drogas diciendo que las odiaba y que "no las he tomado nunca, no espero hacerlo, pero tengo la opinión de que la criminalización de todas estas drogas realmente no está ayudando a la sociedad británica". Se posicionó también en favor de una Comisión Real sobre las drogas que explorase todos los caminos posibles en relación con la mejor legislación sobre drogas y sobre sus problemas sanitarios, incluyendo la posibilidad de su legalización.
Según Farage, la prohibición del tabaco en espacios públicos cerrados es "estúpida e iliberal" y se ha mostrado a favor de áreas de fumadores separadas como existen en determinados estados alemanes. Considera que la prohibición de cosas las hace más atractivas a los niños y a los jóvenes y dijo que "la obesidad está matando a más gente que el tabaco, podríamos prohibir los refrescos y podríamos prohibir los doughnouts. La cuestión es que somos suficientemente mayores y responsables para tomar nuestras propias decisiones".
En su libro de 2015, Farage reflejó que, basándose en sus experiencias, "el servicio nacional de salud está tan sobrecargado que si te puedes permitir atención sanitaria privada la deberías tomar, especialmente para diagnósticos y medicina preventiva. El sistema de salud está tan maltrecho y tan mal gestionado que a no ser que tengas especial suerte pasarás inadvertido. Sin embargo, el sistema nacional de salud es increiblemente bueno en los cuidados que presta a los enfermos críticos. Lo que me enseñó el cancer testicular es que el sistema probablemente te decepcionará si necesitas exploraciones, diagnosis rápida y operación en un tiempo que te convenga". Apoya reformar el servicio nacional de salud diciendo que sus recursos se han visto especialmente insuficientes a causa de la inmigración y ha culpado al Partido Laborista por los altos costes de los nuevos hospitales construidos vía financiación privada.
Farage también ha señalado que dinero que el sistema nacional de salud podría dedicar a tratar pacientes con enfermedades graves se dedica a tratar inmigrantes con VIH, afirmación fuertemente controvertida. Sin embargo, una encuesta de YouGov llegó a señalar que un 50 % de los británicos estaban de acuerdo con la misma, mientras que un 37 % creía que era una afirmación alarmista.

### Día de la Independencia Nacional
Farage se ha mostrado a favor de observar un día nacional por la independencia británica el 23 de junio de cada año. El 24 de junio de 2016, en un discurso televisado en la mañana siguiente de la victoria del Brexit afirmó: "permitamos que el 23 de junio entre en nuestra historia como nuestro Día de la Independencia". Posteriormente declaró que "debería ser convertido en una festividad nacional".

### Inmigración
Farage ha dicho que apoya a todos los inmigrantes musulmanes que quieran integrarse en la sociedad británica, pero que está en contra de aquellos que "están viniendo para invadirnos", citando las políticas del gobierno australiano en la materia como ejemplares. En un documental aparecido en la cadena Channel 4 afirmó que existía una "quinta columna" de extremistas islámicos en el Reino Unido. Farage ha señalado que el mensaje básico del discurso "Rios de Sangre", del controvertido Enoch Powell, era correcto.
En una entrevista en la radio LBC en el año 2014, Farage dijo que se sentiría "preocupado" si un grupo de hombres rumanos se mudase a la casa de al lado. Cuando el entrevistador James O'Brien inquirió cuál sería la diferencia entre ellos y un grupo de niños alemanes, en referencia a la esposa alemana y los hijos del propio Farage, este contestó: "tú sabes cuál es la diferencia". Posteriormente elaboró su mensaje en la web de UKIP, explicando que si "fuésemos capaces de establecer un sistema de permiso de trabajo apropiado para los nacionales rumanos, con comprobaciones apropiadas tal y como UKIP recomienda, entonces nadie estaría preocupado si un grupo de hombres rumanos se mudase a la casa de al lado".
En 2013 Farage instó al gobierno británico a aceptar más refugiados de la guerra civil siria señalando que esos refugiados deberían pertenecer a la minoría cristiana del país, dada la existencia de países de mayoría musulmana cercanos y seguros. Durante la crisis de refugiados subsiguiente, Farage declaró que la mayoría de las personas diciendo ser refugiados eran, de hecho, inmigrantes económicos y algunos de ellos terroristas del Estado Islámico.

### Política exterior

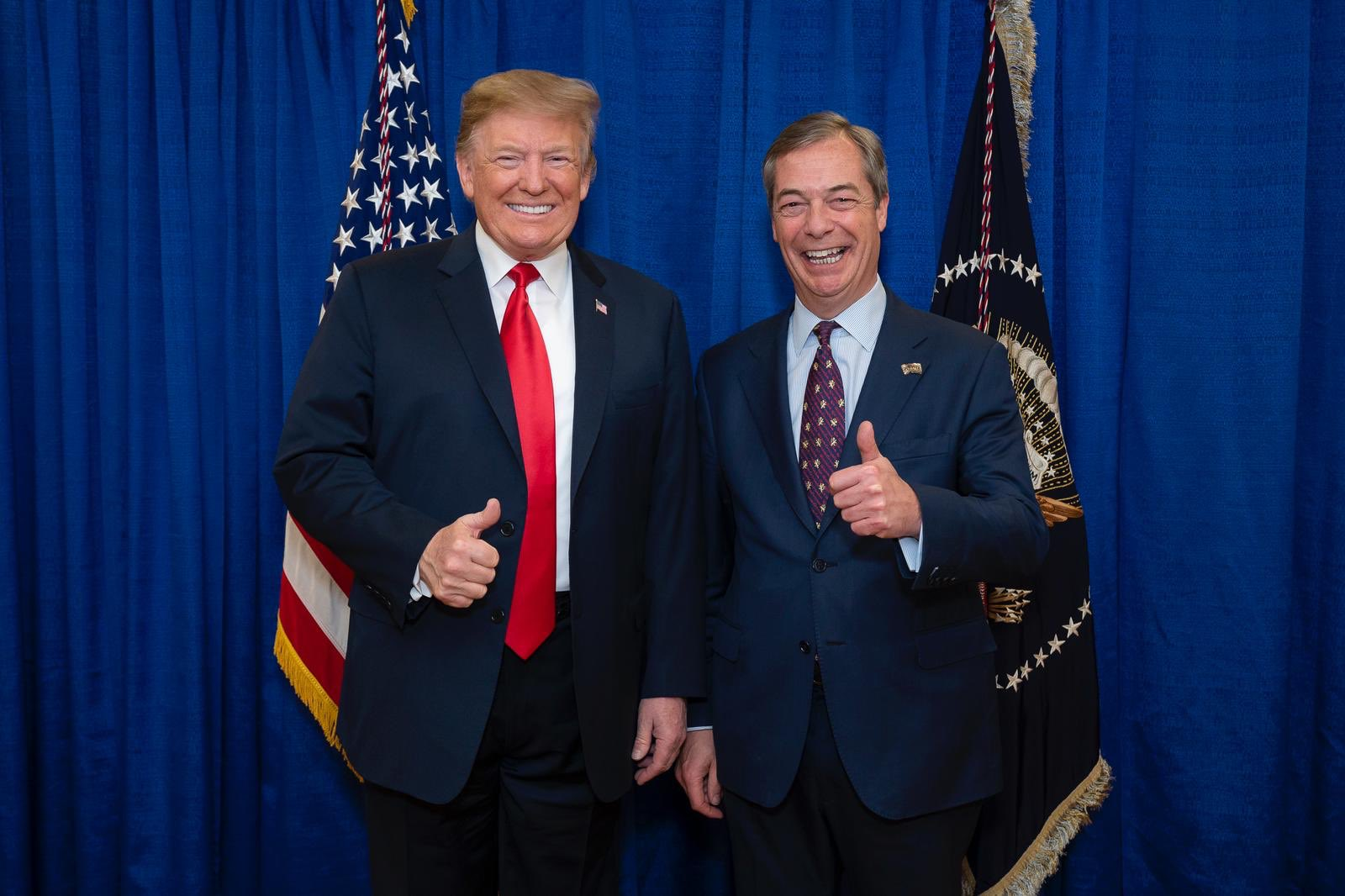
El presidente Donald Trump junto a Nigel Farage.

Farage ha sido crítico con la participación británica en las guerras de Irak, Afganistán y Libia, citando sus costes humanos y financieros y sus pobres resultados como motivos para evitar la intervención militar británica en Siria. Ha expresado su preocupación por el hecho de que los rebeldes sirios sean "fundamentalmente radicales islamistas". Sobre las guerras en Irak y Afganistán ha dicho que "nadie debería olvidar que las consecuencias más devastadores y directas de las guerras en esos países no han sido sufridas por personas como el Sr. Blair sino por los civiles de esos países y por supuesto por nuestro valiente personal militar". Farage afirmó que el actual éxodo migratorio desde Libia había sido causado por la intervención de la OTAN, aprobada por David Cameron y Nicolas Sarkozy.
Farage ha criticado también los estrechos lazos de su país y Arabia Saudí diciendo que "creo que necesitamos un completo replanteamiento de quiénes son los saudíes, cuál es nuestra relación con ellos y detener los discursos extremistas que convierten las mentes de los chicos jóvenes musulmanes en nuestro propio país".
Cuando se le preguntó en 2014 qué líderes admiraba, Farage señaló que "como operador, pero no como ser humano, diría Vladímir Putin. La manera en la que jugó sus cartas en todo el asunto de Siria... brillante. No lo apruebo políticamente ¿cuántos periodistas tiene ahora en prisión?". Farage ha criticado también lo que percibe como el "militarismo" de la UE, agitando a ucranianos occidentales contra Rusia. Más tarde, en 2015, dijo sobre Putin que la "Unión Europea, y Occidente en general, ven a Putin como el diablo. Quieren verlo como el diablo. No estoy diciendo que lo quiera llevar a dar una vuelta y a que se tome un té el domingo por la tarde con mi madre, pero la cuestión es que en esta batalla mayor contra el Estado Islámico en Siria necesitamos comenzar a reconocer que estamos del mismo lado".
Nigel Farage es un aliado cercano del 45.° y 47.° presidente de los Estados Unidos, Donald Trump, participando en sus actos de campaña.

### Posición sobre las armas de fuego
En 2014, Farage dijo que su postura en materia de armas de fuego en el Reino Unido es que sean legalizadas y controladas por licencia, describiendo la actual ley como "absurda". También ha afirmado que no existe relación entre la tenencia responsable de armas y el crimen.[cita requerida]